# Премия Фельтринелли
Премия Фельтринелли (итал. Premio Feltrinelli) — одна из самых престижных наград Италии, присуждается на национальном и международном уровне по одной из дисциплин.
Учреждена предпринимателем и художником Антонио Фельтринелли, оставившим после своей смерти в 1942 году фонд, дабы «вознаграждать работу, учёбу и исследования». Включает денежный грант в размере от € 65 000 до € 250 000, сертификат и золотую медаль.

## Лауреаты премии Фельтринелли по дисциплинам

### 1950–1960
| Год  | Дисциплина         | Лауреаты (Премия для итальянцев) | Размер премии | Лауреаты (Международная премия)                                                     | Размер премии |
| ---- | ------------------ | --- | ------------- | ----------------------------------------------------------------------------------- | ------------- |
| 1950 | Гуманитарные науки | Паола Монтуоро Умберто Дзанотти Бьянко | 1 млн ₤       |                                                                                     |               |
| 1951 | Естественные науки | Глеб Васильевич Ватагин Винченцо Диамаре | 1 млн ₤       | Жак Соломон Адамар                                                                  | 3 млн ₤       |
| 1952 | Литература         | Марино Моретти Эмилио Чекки Фердинандо Нери | 1 млн ₤       | Пауль Томас Манн Рамон Менендес Пидаль                                              | 5 млн ₤       |
| 1953 | Искусство          | Филиппо де Пизис Джакомо Манцу Марио Ридольфи Лоренцо Перози Фаусто Торрефранка                                                                                         | 1 млн ₤       | Людвиг Мис ван дер Роэ И́горь Фёдорович Страви́нский Марино Марини (награждён в 1954) | 5 млн ₤       |
| 1954 | Медицина           | Альберто Асколи Луиджи Калифано Витторио Эрспамер Массимилиано Алоизи                                                                                                   | 1 млн ₤       | Альфред Блейлок и Элен Тауссиг Гарольд Гриффит и Арчибалд Росс Макинтайр            | 5 млн ₤       |
| 1955 | Гуманитарные науки | Джанфранко Контини и Франческо Габриэли Федерико Шабо и Никола Турки Туллио Аскарелли и Сальваторе Пульятти Аугусто Гуццо и Бруно Нарди Гаэтано Пьераччини и Ливио Ливи | 1 млн ₤       | Лео Шпитцер Гаэтано Сальвемини Эрнст Рабель Вернер Йегер Артур Сесил Пигу           | 5 млн ₤       |
| 1956 | Естественные науки | Беппо Леви Бруно Финци Ливио Граттон Пьетро Калои Антоноио Ростаньи Джино Боцца Джованни Мерла Паоло Галлителли Франческо Д’Амато Джузеппе Моруцци                      | 1,5 млн ₤     | Соломон Лефшец Сидни Чепмен Джузеппе Оккиалини Бруно Сандер Росс Гренвилл Гаррисон  | 5 млн ₤       |
| 1957 | Литература         | Антонио Бальдини Вирджилио Джотти Васко Пратолини | 5 млн ₤       | Уистен Хью Оден Альдо Палаццески                                                    | 20 млн ₤      |
| 1958 | Искусство          | Мирко Базальделла Джованни Микелуччи Джулио Карло Арган и Чезаре Бранди (награждён в 1959)                                                                              | 5 млн ₤       | Жорж Брак Ильдебрандо Пиццетти                                                      | 20 млн ₤      |
| 1959 | Медицина           | Анджело Байрати Джованни Ди Гульельмо Алессандро Росси-Фанелли | 5 млн ₤       | Густав Рамон                                                                        | 20 млн ₤      |
| 1960 | Гуманитарные науки | Марио Прац Арнальдо Момильяно Гуидо Калоджеро | 5 млн ₤       | Ганс Кельзен Рагнар Антон Киттиль Фриш (награждён в 1961)                           | 20 млн ₤      |

### 1961–1970
| Год  | Дисциплина         | Лауреаты (Премия для итальянцев)                                             | Размер премии | Лауреаты (Международная премия)               | Размер премии |
| ---- | ------------------ | ---------------------------------------------------------------------------- | ------------- | --------------------------------------------- | ------------- |
| 1961 | Естественные науки | Франческо Джакомо Трикоми Джампьетро Пуппи Ливио Тревизан                    | 5 млн ₤       | Пьер Виктор Оже Джон Бёрдон Сандерсон Холдейн | 20 млн ₤      |
| 1962 | Литература         | Бруно Чиконьяни Джузеппе Де Робертис Карло Эмилио Гадда Камилло Сбарбаро     | 5 млн ₤       | Эудженио Монтале                              | 20 млн ₤      |
| 1963 | Искусство          | Мино Маккари Джорджо Федерико Гедини Лукино Висконти                         | 5 млн ₤       | Генри Мур                                     | 25 млн ₤      |
| 1964 | Медицина           | Антонио Ашенци Луиджи Музайо Энрико Чаранфи                                  | 5 млн ₤       | Уоллес Фенн Альберт Брюс Сейбин               | 25 млн ₤      |
| 1965 | Гуманитарные науки | Джузеппе Билланович                                                          | 5 млн ₤       | Джон Дэвидсон Бизли                           | 20 млн ₤      |
| 1966 | Естественные науки | Гвидо Стампаккья Луиджи Ариальдо Радикати ди Бродзоло Витторио Капраро       | 5 млн ₤       | Гарри Хаммонд Хесс                            | 20 млн ₤      |
| 1967 | Литература         | Карло Бетокки Джакомо Дебенедетти Куинтино Катауделла и Эцио Раймонди        | 5 млн ₤       | Джон Дос Пассос                               | 20 млн ₤      |
| 1968 | Искусство          | Перикле Фаццини Луиджи Моретти Франческо Арканджели Джан Франческо Малипьеро | 5 млн ₤       | Пьер Луиджи Нерви                             | 20 млн ₤      |
| 1969 | Медицина           | Джованни Моруцци Джакомо Моттура Оресте Пинотти Джулио Раффаэле              | 5 млн ₤       | Рита Леви-Монтальчини                         | 20 млн ₤      |
| 1970 | Гуманитарные науки | Джорджо Петрокки Эудженио Гарин Джузеппе Де Мео                              | 5 млн ₤       | Клаудио Санчес-Альборнос                      | 20 млн ₤      |

### 1971–1980
| Год  | Дисциплина         | Лауреаты (Премия для итальянцев) | Размер премии | Лауреаты (Международная премия)    | Размер премии |
| ---- | ------------------ | --- | ------------- | ---------------------------------- | ------------- |
| 1971 | Естественные науки | Альдо Андреотти Джузеппе Коломбо Адриано Гоццини Бруно Аккорди Паскуале Паскуини                                                                                      | 5 млн ₤       | Жан Лере Бруно Росси               | 20 млн ₤      |
| 1972 | Литература         | Итало Кальвино Italo Siciliano Джанфранко Фолена Витторио Серени | 10 млн ₤      | Эдуардо Де Филиппо                 | 20 млн ₤      |
| 1973 | Искусство          | Альберто Бурри Пьер Луиджи Червеллати Луиджи Даллапиккола Умберто Мастроянни                                                                                          | 10 млн ₤      | Ричард Краутхаймер                 | 20 млн ₤      |
| 1974 | Медицина           | Эмилио Агостони Эральдо Антонини Луиджи Донато Оттавио Помпеяно Гаэтано Сальваторе                                                                                    | 10 млн ₤      | Хью Хаксли                         | 30 млн ₤      |
| 1975 | Гуманитарные науки | Дину Адамештяну и Фабрицио Серджо Донадони Рональдо Куадри Джулио Каполальо и Джузеппе Ди Нарди                                                                       | 10 млн ₤      | Альфред Фердросс                   | 30 млн ₤      |
| 1975 | Гуманитарные науки | Мария Флориани Скуарчапино | 3 млн ₤       | Альфред Фердросс                   | 30 млн ₤      |
| 1976 | Естественные науки | Энрико Бомбиери и Гаэтано Фикера Микеле Капуто Фердинандо Амман, Массимилла Бальдо-Чеолин и Раффаэлло Фуско Эцио Тонджорджи Джорджо Форти, Эмануэле Падуа и Лео Парди | 5 млн ₤       | Эдгар Брайт Уилсон                 | 30 млн ₤      |
| 1977 | Литература         | Диего Фаббри Джованни Маккья | 10 млн ₤      | Хорхе Гильен                       | 25 млн ₤      |
| 1978 | Искусство          | Фаусто Мелотти Раффаэлло Монтероссо Лучано Бальдессари | 10 млн ₤      | Гоффредо Петрасси Жоан Миро        | 25 млн ₤      |
| 1979 | Медицина           | Джованни Буссолати Марио Умберто Дианцани Гуидо Гуидотти Ламберто Маффеи Витторио Мариноцци                                                                           | 10 млн ₤      | Родрик Алфред Грегори              | 50 млн ₤      |
| 1980 | Гуманитарные науки | Чезаре Бранди Франко Вентури София Ванни Ровиги Джованни Пульезе | 20 млн ₤      | Роман Якобсон Готфрид фон Хаберлер | 70 млн ₤      |

### 1981–1990
| Год  | Дисциплина         | Лауреаты (Премия для итальянцев) | Размер премии | Лауреаты (Международная премия)                   | Размер премии |
| ---- | ------------------ | --- | ------------- | ------------------------------------------------- | ------------- |
| 1981 | Естественные науки | Эдоардо Везентини и Джулио Майер Энцо Боски Этторе Фьорини, Пьеро Пино и Эоло Скрокко Аннибале Моттана Луиджи Лука Кавалли-Сфорца, Франческо Д’Амато и Джулио Ланцавеккья       | 20 млн ₤      | Сол Шпигельман Майкл Фрэнсис Атья                 | 100 млн ₤     |
| 1982 | Литература         | Анна Банти и Романо Биленки Витторе Бранка и Карло Дионизотти Казалоне Иньяцио Бальделли и Эмилио Перуцци Джорджо Капрони и Бьяджо Марин                                        | 25 млн ₤      | Гюнтер Грасс (Отказался от премии)                | 100 млн ₤     |
| 1983 | Искусство          | Джузеппе Сантомазо и Луиджи Веронези Луиджи Козенца и Риккардо Моранди Федерико Момпеллио и Антонино Пирротта Пьетро Консагра и Альберто Виане (награждён в 1984)               | 25 млн ₤      | Луиджи Пиччинато Джакомо Манцу (награждён в 1984) | 100 млн ₤     |
| 1984 | Медицина           | Дориано Каваллини Руджеро Чеппеллини Пьетро Мелькьорри Фьоренцо Стирпе | 25 млн ₤      | Жером Лежён Роберт Вайнберг                       | 100 млн ₤     |
| 1985 | Гуманитарные науки | Фердинандо Кастаньоли Лудовико Джеймонат Витторе Пизани Серджо Стеве | 25 млн ₤      | Массимо Мила Франц Виакер                         | 100 млн ₤     |
| 1986 | Естественные науки | Лучилла Бассотти и Клаудио Прочези Фернандо Сансо Джорджо Паризи, Алессандро Баллио и Эмилио Гатти Мариа Бьянка Чита Сирони Лилия Альбергина, Лучано Буллини и Пьетро Калиссано | 20 млн ₤      | Алан Раштон Баттерсби                             | 100 млн ₤     |
| 1987 | Литература         | Примо Леви Клаудио Магрис и Антонио Ла Пенна Д'Арко Сильвио Авалле и Маурицио Витале Марио Луци и Андреа Дзандзотто                                                             | 25 млн ₤      | Томас Бернхард (Отказался от премии)              | 100 млн ₤     |
| 1988 | Искусство          | Бруно Мунари и Гуидо Страцца Лучано Берио и Карло Мария Джулини Роберто Габетти, Аймаро Орелья д’Изола и Джино Валле Карло Лоренцетти и Джузеппе Унчини                         | 25 млн ₤      | Лоренс Оливье                                     | 100 млн ₤     |
| 1989 | Медицина           | Луиджи Беллони Альдо Бернелли Цаццера Эрнанно Бонуччи Марио Колуцци Гаэтано Крепальди Лучано Мартини Бруно Вондови Серджо Оттоленги                                             | 25 млн ₤      | Джузеппе Аттарди                                  | 100 млн ₤     |
| 1990 | Гуманитарные науки | Франческо Маццони Массимо Северо Джаннини Марио Даль Пра Паоло Силос Лабини Паола Барокки и Энрико Кастельнуово (награждён в 1991)                                              | 40 млн ₤      | Роберт Розуэлл Палмер                             | 150 млн ₤     |

### 1991–2000
| Год  | Дисциплина         | Лауреаты (Премия для итальянцев)                                                                                                   | Размер премии | Лауреаты (Международная премия) | Размер премии |
| ---- | ------------------ | --- | ------------- | ------------------------------- | ------------- |
| 1991 | Естественные науки | Франческо Гульельмино Чезаре Кьози и Альвио Ренцини Джанфранко Кьяротти Серджо Карра Джульяно Руджери Флориано Папи                | 40 млн ₤      | Тед Рингвуд                     | 150 млн ₤     |
| 1992 | Литература         | Джорджо Бассани Аттилио Бертолуччи Чезаре Сегре Вальтер Беларди Лучано Анчески                                                     | 50 млн ₤      | Джон Эшбери                     | 200 млн ₤     |
| 1993 | Искусство          | Лодовико Барбиано ди Бельджойозо Эмилио Ведова Лучано Фабро Эмилио Греко Тино Карраро                                              | 50 млн ₤      | Дьёрдь Куртаг                   | 200 млн ₤     |
| 1994 | Медицина           | Джузеппе Бьянки Джан Антоноио Даниели Сальваторе Ди Мауро Франческо Джаннелли Якопо Мельдолези                                     | 50 млн ₤      | Сеймур Бензер                   | 200 млн ₤     |
| 1995 | Гуманитарные науки | Себастьяно Тимпанаро Паскуале Вочи Энцо Карли Ренцо Де Феличе Сиро Ломбардини                                                      | 100 млн ₤     | Ханс-Георг Гадамер              | 300 млн ₤     |
| 1996 | Естественные науки | Умберто Моско Антонио Лонджинелли Стефано Мерлино Джованни Джудиче                                                                 | 125 млн ₤     | Фримен Джон Дайсон              | 300 млн ₤     |
| 1997 | Литература         | Карло Оссола Марио Ригони Стерн Джованни Джудичи Alessandro Perosa                                                                 | 125 млн ₤     | Джон Чедвик                     | 300 млн ₤     |
| 1998 | Искусство          | Карло Мария Мариани Микеланджело Антониони Джулиано Ванги Луиджи Скуарцина                                                         | 125 млн ₤     | Хосе Рафаэль Монео Вальес       | 300 млн ₤     |
| 1999 | Медицина           | Джованни Каванья (2000 vergeben) Туллио Поццан (2000 vergeben) Джакомо Риццолатти (2000 vergeben) Джанкарло Веккьо (2000 vergeben) | 125 млн ₤     | Арвид Карлссон                  | 300 млн ₤     |
| 2000 | Гуманитарные науки | Бруно Д’Агостино Анна Мария Кьяваччи Леонарди Джина Альберто Дель-Аккуа Агостино Дзиино                                            | 125 млн ₤     | Альфредо Стусси                 | 500 млн ₤     |

### 2001–2010
| Год  | Дисциплина         | Лауреаты (Премия для итальянцев)                                                           | Размер премии | Лауреаты (Международная премия) | Размер премии |
| ---- | ------------------ | ------------------------------------------------------------------------------------------ | ------------- | ------------------------------- | ------------- |
| 2001 | Естественные науки | Джанкарло Томассини Паоло де Бернардис Энрико Бонатти Лидо Порри                           | 125 млн ₤     | Берт О’Мэлли                    | 300 млн ₤     |
| 2002 | Литература         | Пьеро Бойтани Даниеле Дель Джудиче Валерио Магрелли Мария Тереза Орси                      | 65.000 €      | Жан Иригуэн                     | 250.000 €     |
| 2003 | Искусство          | Эрманно Ольми Миммо Йодиче Рикардо Шайи Гуидо Страцца                                      | 65.000 €      | Сальваторе Шаррино              | 250.000 €     |
| 2004 | Медицина           | Джузеппе Ротилио и Пьерьджорджо Страта Гуидо Форни и Чезаре Монтекукко                     | 65.000 €      | Готфрид Шац                     | 250.000 €     |
| 2005 | Гуманитарные науки | Леа Сантини Карло Гинзбург Винченцо Буонокоре Карло Пони                                   | 65.000 €      | Уильям Джек Баумол              | 250.000 €     |
| 2006 | Естественные науки | Альберто Брессан Джованни Йона-Лазинио Анджело Печчерилло Emilia Chiancone (2007 vergeben) | 65.000 €      | Сол Перлмуттер                  | 250.000 €     |
| 2007 | Литература         | Рената Колорни Луиджи Менегелло Лучано Эрба Розанна Беттарини                              | 65.000 €      | Брайан Сток                     | 250.000 €     |
| 2008 | Искусство          | Лука Ронкони Бруно Карузо Элизео Маттьяччи Клаудио Верна                                   | 65.000 €      | Юха Лейвискя                    | 250.000 €     |
| 2009 | Медицина           | Дженарро Мелино и Адриано Агуцци Паоло Комольо и Рино Раппуоли                             | 65.000 €      | Айра Пастан                     | 250.000 €     |
| 2010 | Гуманитарные науки | Луиджи Ленус Карло Виано Антонио Кассезе Алессандро Кавалли                                | 65.000 €      | Пьер Гро                        | 250.000 €     |

### 2011–2017
| Год  | Дисциплина                           | Лауреаты (Премия для итальянцев)                                                                                                  | Размер премии | Лауреаты (Международная премия) | Размер премии |
| ---- | ------------------------------------ | --- | ------------- | ------------------------------- | ------------- |
| 2011 | Естественные науки                   | Кристофер Хэкон Умберто Вилланте Раймондо Каталано Джулио Коссу                                                                   |               | Мартин Карплус                  |               |
| 2012 | Литература                           | Микеле Лопоркаро Лодовика Брайда Альберто Арбазино Ремо Чезерани                                                                  |               | N.N.                            |               |
| 2013 | Искусство                            | Джорджетто Джуджаро Карло Чекки Джанни Карло Шолла Фабио Нидер                                                                    |               | Мишель Жаннере Манолис Коррес   |               |
| 2014 | Медицина                             | Федерико Буссолино Карло Реджани Элизабетта Деяна Розарио Риццуто                                                                 |               | Крис Добсон                     |               |
| 2015 | Гуманитарные науки                   | Марина Мартелли Кристофани Эвандро Агацци Джорджо Чан Джанкарло Де Виво                                                           |               | Саймон Шама                     |               |
| 2016 | Естественные науки                   | Роберто Рагаццони Пьеро Салинари Бруно Коппи Роберта Оберти Альберто Мантовани                                                    |               | Жан Бурген                      |               |
| 2017 | Литература                           | Патриция Кавалли (поэзия) Джан Пьетро Брунетта (история кино) Лучано Формизано (филология) Альберто Оливерио (научная литература) | 65.000 €      | Авраам Б. Иегошуа (нарратив)    | 250.000 €     |
| 2017 | Премия «Antonio Feltrinelli Giovani» | Карлотта Джорджи (медицина) Алессио Фигалли (математика) Антонино Милоне (астрономия) Франческа Ферлаино (физика)                 | 50.000 €      |                                 |               |

## Лауреаты специальной премии Фельтринелли «за выдающуюся работу высокой моральной и гуманитарной ценности»
- 1954 — Associazione nazionale per gli interessi del Mezzogiorno d'Italia[итал.], 10 млн ₤
- 1959 — Unione nazionale per la lotta contro l'analfabetismo[итал.], 5 млн ₤
- 1969 — Coretta Scott King, 10 млн ₤
- 1974 — Piccola Casa della Divina Provvidenza «Il Cottolengo» (награждение в 1975), 20 млн ₤
- 1979 — Fondazione «Giorgio Cini» (награждение в 1980), 50 млн ₤
- 1982 — Marcello Candia, 100 млн ₤
- 1987 — Pugwash-Bewegung, 100 млн ₤
- 1992 — Opera della Divina Provvidenza Madonnina del Grappa, 200 млн ₤
- 1995 — St. Mary’s Krankenhaus von Lacor in Gulu (Uganda), 300 млн ₤
- 2000 — Pamoja Trust, Alex Zanotelli als einer der Gründer, 500 млн ₤
- 2001 — Operation Smile, 500 млн ₤
- 2002 — Gesellschaft Amici Di Adwa, 250.000 €
- 2003 — Emergency, 250.000 €
- 2004 — Gesellschaft Gigi Ghirotti, 250.000 €
- 2006 — L’Agenzia n. 1 di Pavia, per Ayamé, 250.000 €
- 2008 — Pia Sociedade de pe. Nicola Mazza in João Pessoa, Paraíba, Brasilien, 250.000 €
- 2009 — Remedial Education Center in Gaza (2010 vergeben), 250.000 €
- 2010 — TWAS, 250.000 €; Sonderpreis: Istituto Centrale per il Restauro e la Conservazione del patrimonio archivistico e librario (ICPAL), 250.000 €
- 2011 — Water for Life
- 2012 — Progetto GuluNap der Universität Neapel Federico II
- 2013 — Progetto Ortopedico des Internationalen Roten Kreuzes in Afghanistan, geleitet von Alberto Cairo
- 2014 — Bevölkerung von Lampedusa, 250.000 €
- 2015 — L’Associazione Artemisia Onlus
- 2017 — Fondazione Francesca Rava[итал.] – N.P.H. Italia Onlus di Milano per il completamento della costruzione di una scuola media a Cascia. AMSES Onlus (Associazione Missionaria Solidarietà e Sviluppo) di Fossano (Cuneo).